# Louit Frères et Compagnie
Pour les articles homonymes, voir Louit (homonymie).
Louit Frères et Compagnie est une entreprise alimentaire française fondée en 1825 et dissoute en 1957.

## Histoire
Paul Louit, ancien officier de l'armée impériale, fils de négociant, ouvre à Bordeaux en 1825 une petite fabrique familiale de chocolat. Il en apprend probablement les techniques de fabrication lors d'un voyage en Espagne. Il diversifie rapidement l'offre en proposant d'autres produits alimentaires. Le port de Bordeaux était alors le point d'arrivée le plus important de France de produits exotiques y compris le cacao. À sa mort en 1836, sa femme, Rose Bouvier, reprend l'affaire avec ses enfants encore en bas âge et la fait fructifier sous la raison sociale « Veuve Louit et Fils ». En 1846, Émile Louit, aîné d'une fratrie de quatre garçons, hérite de l'entreprise et fonde avec le benjamin Edouard Louit la société Louit Frères et Compagnie.
Sous cette codirection, la maison prendra un essor exponentiel. En 1857, la société s'ouvre de nouveaux vers d'autres produits alimentaires, au premier chef la moutarde. Elle ouvre des succursales partout en France. Dans les années 1870, la société se hisse dans les premiers rangs des entreprises du Sud-Ouest. Une nouvelle et grande usine est construite à Bordeaux en 1880.

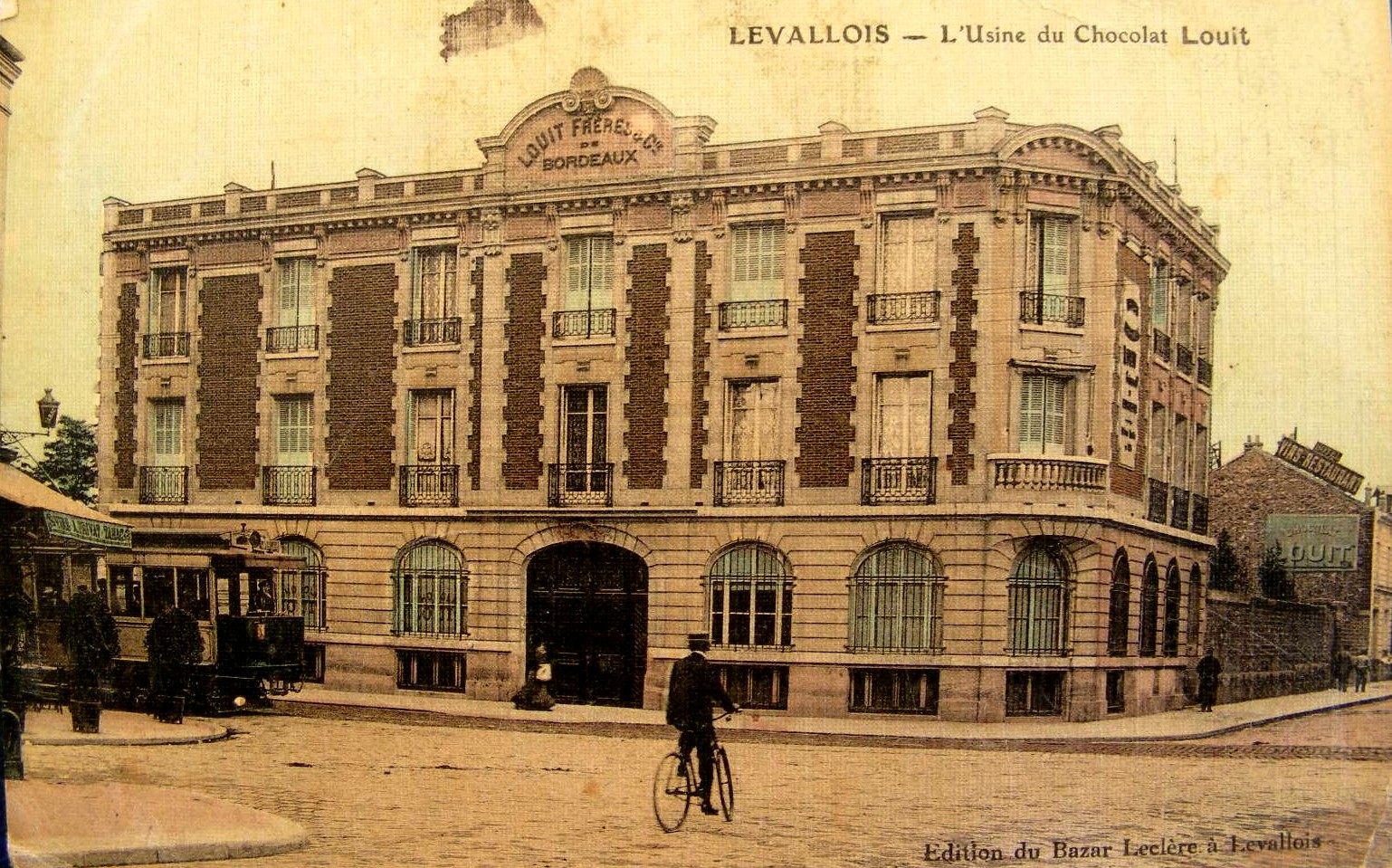
Succursale à Levallois-Perret (Paris) en 1908.

À la fin du XIXe siècle, Louit Frères et Compagnie produit 2 000 tonnes de chocolat, exportant même une partie de la production. Un entrepôt-vente est ouvert en 1895 sur la route d'Asnières à Levallois-Perret (actuellement rue Victor-Hugo) pour s'ouvrir à la clientèle parisienne et de l'Île-de-France, grâce à tout un réseau de représentants. Il devient aussi usine en 1903. Les bâtiments sont construits par Léon Ordouille.
La société produit et/ou commercialise, outre du chocolat, du thé, du tapioca, de la vanille, des pâtes, de la moutarde, des conserves de poisson et de légumes, des fruits au vinaigre, des potages, etc. Une moutarde sous la marque Diaphane rencontre un immense succès. Elle est présente sur toutes les tables françaises et même à la table du Titanic. Victime de ce succès, des procès intentés par la famille pour imitations, usurpations et contrefaçons seront menés à travers l'Europe.

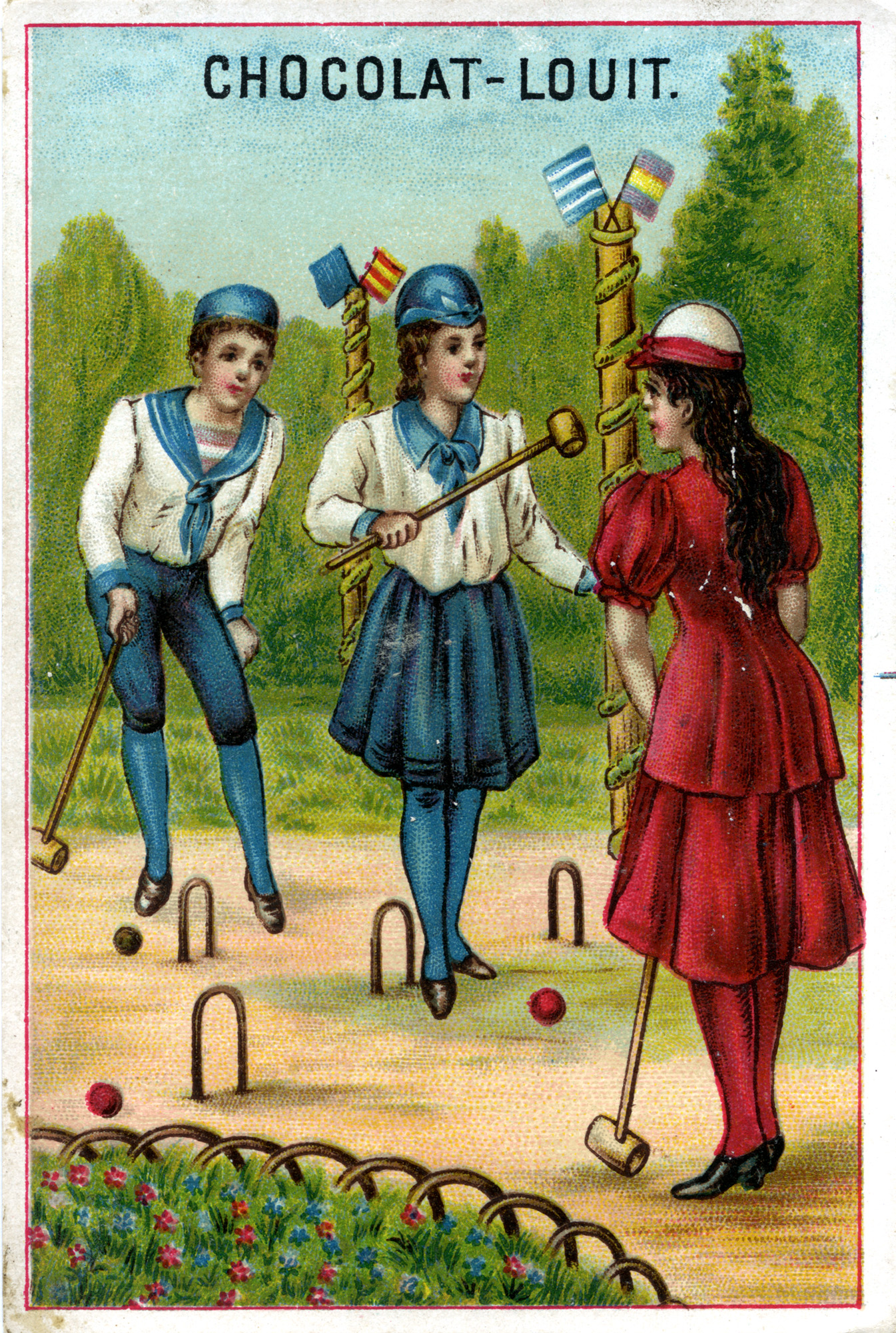
Chromolithographie du début du XXe siècle pour le chocolat Louit : le jeu de croquet.

En 1925, la société prend le nom définitif de Société anonyme des produits alimentaires Louit Frères et Compagnie. C'est l'une des grandes entreprises françaises à avoir utilisé tous les moyens de promotion (appelée réclame à l'époque), comme collections de chromos, cartes postales, affichage, annonces, etc.

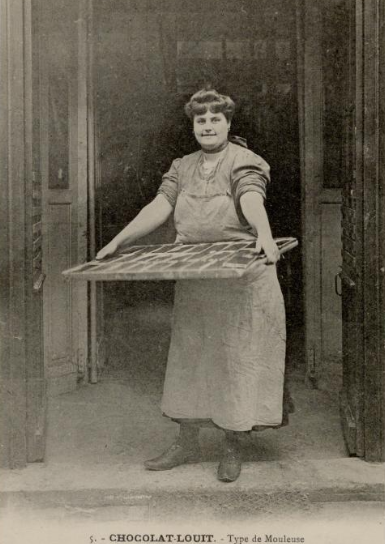
Type de mouleuse des "chocolat Louit Frères" à Bordeaux

La Seconde Guerre mondiale porte un coup fatal à la société à cause de l'impossibilité de se fournir en matières premières. La production de chocolat cesse en 1942. Les moutardes sont fabriquées sous licence par la société italienne Aromateria italiana Radaelli, près de Gênes.
Les héritiers Louit dissolvent la société en 1957. Seule subsiste la marque de moutarde Louit fabriquée depuis 2013 par le groupe italien Pucci, avec plusieurs déclinaisons (Diaphane, Moutarde tradition, Dilora, Dijon forte, etc.).

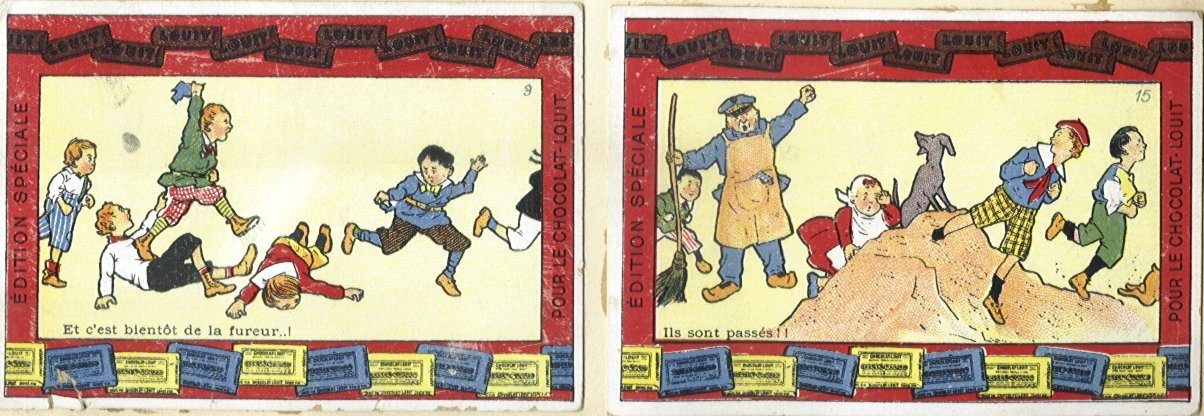
image publicitaire

## Galerie

vues des usines Louit Frères (début XXe siècle)
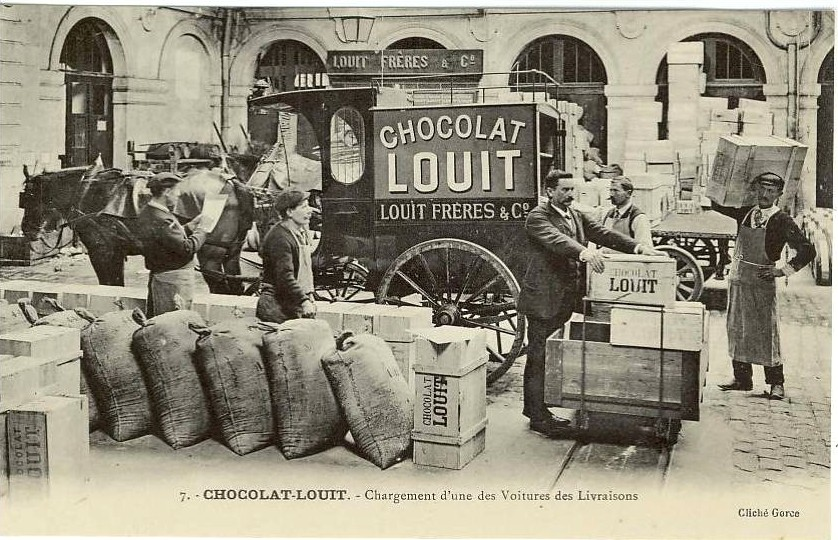
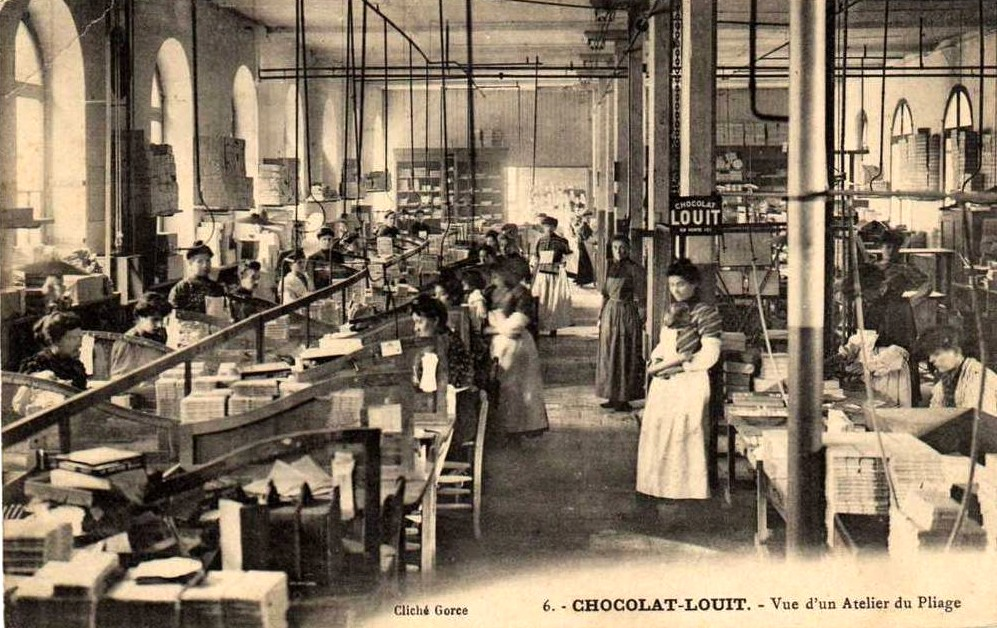
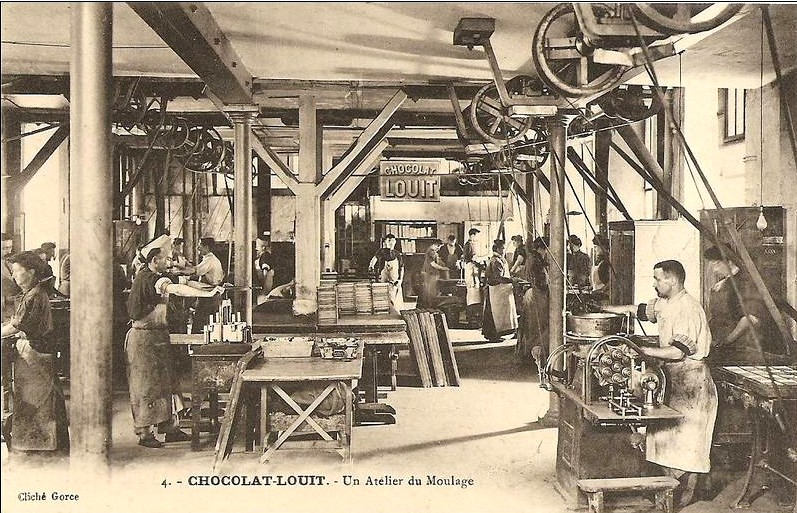
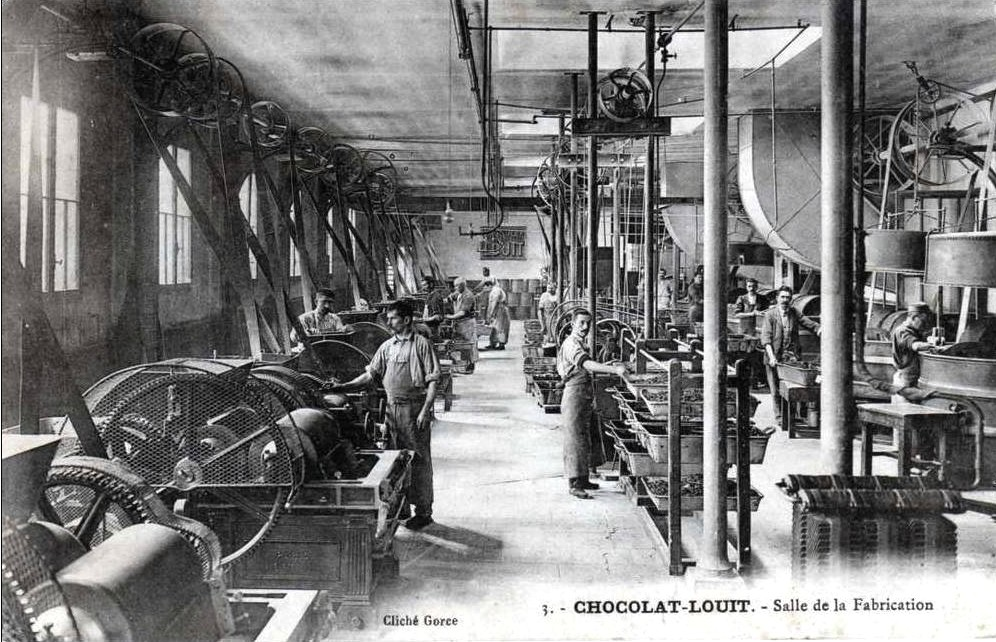
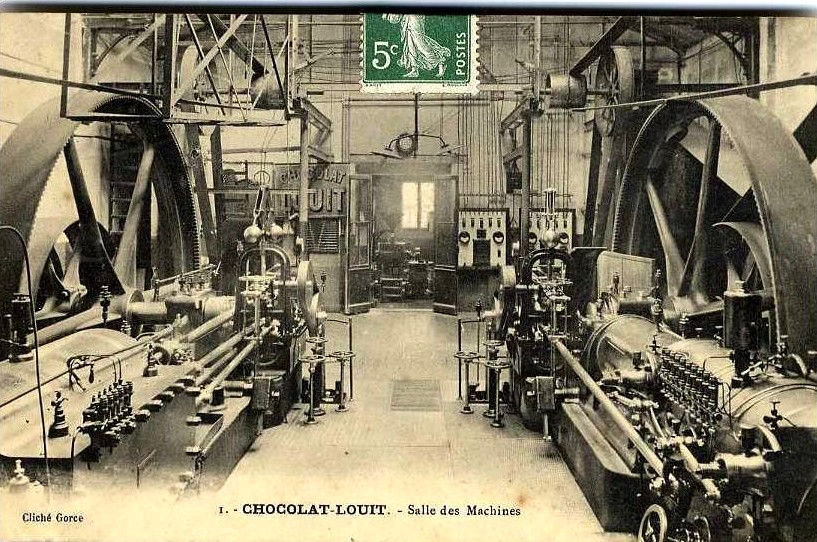
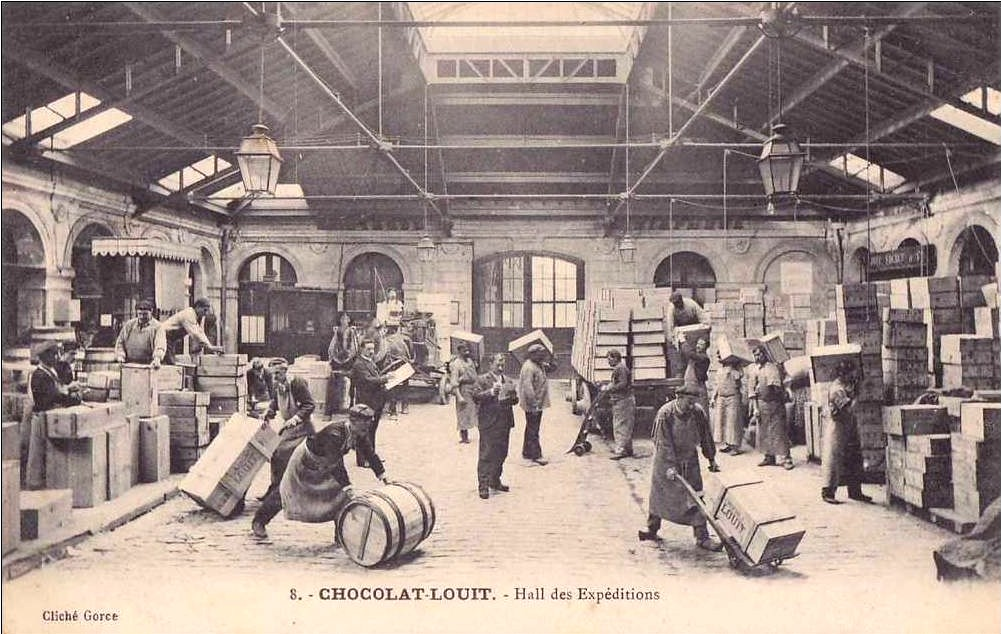
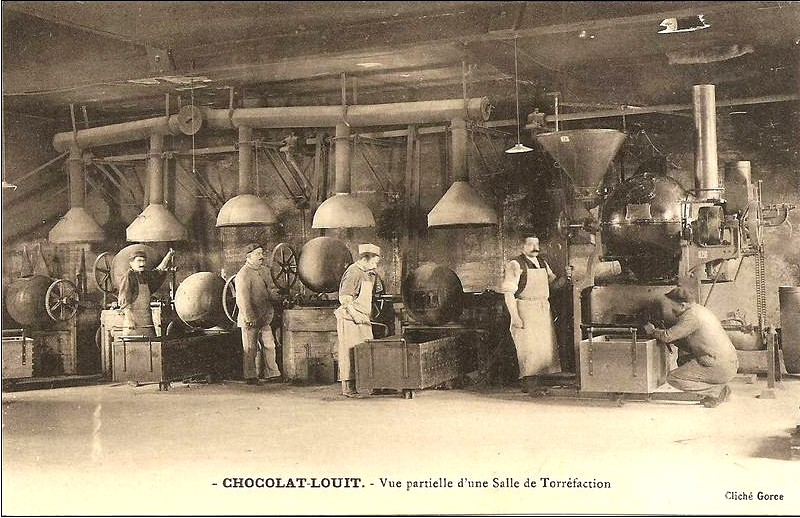